# José Bantolo
José Salmorin Bantolo (ur. 12 listopada 1960 w Guisijan) – filipiński duchowny rzymskokatolicki, od 2011 biskup Masbate.

## Życiorys
Święcenia kapłańskie przyjął 21 kwietnia 1986 i został inkardynowany do diecezji San Jose de Antique. Po kilkuletnim stażu wikariuszowskim został mianowany rektorem seminarium. W 2001 objął funkcję ekonoma diecezjalnego, a w kolejnych latach był przełożonym diecezjalnego kolegium oraz wikariuszem generalnym.
15 czerwca 2011 otrzymał nominację na biskupa Masbate. Sakry biskupiej udzielił mu 22 sierpnia 2011 abp Angel Lagdameo.